# Сагадиев, Кенжегали Абенович
Кенжегали Абенович Сагадиев (каз. Кенжеғали Әбенұлы Сағадиев, 18 февраля 1938, Костанайская область Казахская ССР — 25 июля 2020) — государственный и общественный деятель Республики Казахстан, Академик Национальной Академии наук Республики Казахстан.

## Биография
Родился 18 февраля 1938 года в селе Акколь Жангельдинского района Костанайской области.
Окончил Семиозерную казахскую среднюю школу Семиозерного (ныне — Аулиекольского) района той же области (1955 г.), экономический факультет Казахского государственного университета им. С. М. Кирова (1960), аспирантуру Московского института народного хозяйства им. Г. В. Плеханова (1966).
Доктор экономических наук (1977 г.), профессор (1978 г.), академик Национальной академии наук Республики Казахстан (1994 г.), Заслуженный деятель науки и техники Республики Казахстан.
Возглавлял 5 крупных высших учебных заведений Казахстана. Работал ректором Целиноградского сельскохозяйственного института (1982—1990 гг.), проректором (1972—1982 гг.), ректором (1992—1994 гг.) Казахского экономического университета им. Т.Рыскулова, ректором Казахского национального аграрного университета (1996—2001 гг.), Президент Университета международного бизнеса (2001—2004 гг., 2012—2016 гг., с 2017 г. — Почетный Президент), Президент Международного университета информационных технологий (2012 г. — по настоящее время). Избирался главным ученым — секретарем (1990—1992 гг.) и Президентом Национальной академии наук (1994—1996 гг.). Председатель Совета директоров Национального агентства по технологическому развитию (2012—2014 гг.).
Избирался депутатом Мажилиса Парламента Республики Казахстан третьего (2004—2007 гг.) и четвертого (2007—2011 гг.) созывов и был председателем Комитета Мажилиса по финансам и бюджету (2004—2007 гг.).
В качестве Председателя комитета по финансам и бюджету Мажилиса РК академик К. А. Сагадиев внес существенный вклад в развитие методологии планирования государственного бюджета РК, механизмам финансирования отраслей экономики РК, эффективности использования Национального Фонда РК, финансированию социальной сферы Казахстана, эффективности и оптимальности финансирования институтов развития РК и другим. Значительное место в его деятельности в период руководства Комитета по финансам и бюджету Мажилиса РК в его деятельности занимали сфера образования и науки, как отрасли наиболее значимые для развития и укрепления человеческого капитала РК.
Академик Сагадиев К. А. сформировал свою научную школу, автор более 445 научных работ, в том числе 20 монографий и учебников. Широко известны его публикации на страницах республиканских газет и журналов.
Как ученый-экономист известен на международной арене. Избран членом Нью-Йоркской академии США и Американской ассоциации ученых-экономистов, академик Пакистанской академии наук (1997 г.), академик Международной академии высшей школы (1997 г.). Как член партии «Нур Отан» участвует в ее общественных мероприятиях и инициативах.
Член Комиссии по присуждению Государственной премии РК в области науки и техники имени аль-Фараби (2016), член Общественного совета Министерства финансов РК (2016), член Комиссии по земельной реформе (2016).
Похоронен в Национальном пантеоне.

## Публикации
- https://sagadiev.com/

## Награды и звания
Ордена и медали
- Медаль «За освоение целинных и залежных земель» (1957)
- Медаль «За доблестный труд. В ознаменование 100-летия со дня рождения В. И. Ленина» (1970)
- Орден Трудового Красного Знамени (15 марта 1971)
- Орден Дружбы Народов (7 июля 1987)
- Орден «Парасат» (15 декабря 2003)
- Юбилейная медаль «10 лет Конституции Казахстана» (2005)
- Юбилейная медаль «10 лет Парламенту Республики Казахстан» (2006)
- Орден «Барыс» 2 степени (15 декабря 2008)[2]
- Орден «Содружество» (МПА СНГ, 7 апреля 2010)[3]
- Орден Отан (2013)

Почетные звания
- Звание «Человек года — 1992». (ноябрь 1993, Великобритания, Кембриджский международный биографический центр)[4]
- Почётное звание «Заслуженный работник науки и техники Казахстана» («Қазақстанның еңбек сіңірген ғылым және техника қайраткері») (16 декабря 1998)
- Почетный гражданин Аулиекольского района Костанайской области (1996 г.)
- Почетный гражданин города Аркалыка (2007 г.)
- Почетный гражданин Амангельдинского, Науырзымского, Жангельдинского районов Костанайской области (2008 г.)
- Почетный гражданин Костанайской области (2013 г.)